# Doulcon
Doulcon település Franciaországban, Meuse megyében. Lakosainak száma 422 fő (2022. január 1.). Doulcon Aincreville, Cléry-le-Grand, Cléry-le-Petit, Dun-sur-Meuse, Mont-devant-Sassey, Sassey-sur-Meuse és Villers-devant-Dun községekkel határos.

## Népesség
A település népességének változása:
| Lakosok száma | 393  | 455  | 483  | 408  | 444  | 452  | 445  | 426  | 429  | 422  |
|               | 1968 | 1982 | 1990 | 2006 | 2013 | 2015 | 2017 | 2019 | 2020 | 2022 |